# Angelika Handt
Angelika Kahl, née Handt (née le 10 juillet 1954, à Radebeul) est une ancienne sprinteuse est-allemande qui s'était spécialisée dans le 400 mètres.
Elle a remporté une médaille d'or dans le relais 4x400 mètres lors des championnats d'Europe de 1974, avec ses coéquipières Waltraud Dietsch, Ellen Streidt et Brigitte Rohde. Elle a terminé au cinquième rang dans l'épreuve individuelle de ces mêmes championnats d'Europe, ainsi que quatrième lors des Championnats d'Europe d'athlétisme en salle 1974.
Elle a concouru pour le club SC Einheit Dresde.